# Beowülf
Beowülf (manchmal auch unter dem Kürzel BWF bekannt) ist eine US-amerikanische Crossover-Band aus Venice Beach, Kalifornien, die im Jahr 1981 gegründet wurde, sich 1995 auflöste und im Jahr 2000 wieder zusammenfand.

## Geschichte
Die Band wurde im Jahr 1981 gegründet und bestand aus Sänger und Gitarrist Dale Henderson, dem Gitarristen Mike Jensen, dem Bassisten Paul Yemada und dem Schlagzeuger Michael Alvarado. Durch die gute Beziehung zu Suicidal Tendencies war Beowülf auf der Split-Veröffentlichung Welcome to Venice zu hören, die 1985 über Suicidal Records erschien. Ein Jahr später folgte das selbstbetitelte Debütalbum, dem sich 1988 das Album Lost My Head… But I’m Back on the Right Track über Caroline Records anschloss. Auf diesem war unter anderem eine Coverversion von Smokey Robinsons Cruising zu hören. Nachdem im Jahr 1993 das Album Un-Sentimental und im Jahr 1995 das Album 2 ¢ über Restless Records veröffentlicht worden war, löste sich die Band im Jahr 1995 auf. Seit dem Jahr 2000 ist die Band wieder vereint. Im Jahr 2007 erschien über I Scream Records das Album Westminster & 5th.

## Stil
Auf dem Album Lost My Head… But I’m Back on the Right Track wird die Band mit Suicidal Tendencies verglichen, wobei Beowülf weniger aggressiv, dafür melodischer klingen. Auf dem Album Un-Sentimental, das klanglich vergleichbar mit den Werken von G.B.H. ist, werden zudem auch Elemente aus Grunge, Funk, Alternative und Hardcore Punk verarbeitet. Das Album 2 ¢ klingt stark durch Punk-Künstler wie Ramones oder Billy Idol beeinflusst. Auf dem Album Westminster & 5th spielt die Band eine „Mischung aus Metal, Punk und Stoner-Rock, die mit dem ursprünglichen Crossover aus HC und Metal aber wenig zu tun hat“.

## Diskografie
- 1985: Welcome to Venice (Split mit Suicidal Tendencies, Los Cycos, No Mercy und Excel, Suicidal Records)
- 1986: Beowülf (Album, Suicidal Records)
- 1988: Lost My Head… But I’m Back on the Right Track (Album, Caroline Records)
- 1993: Un-Sentimental (Album, Restless Records)
- 1995: 2 ¢ (Album, Restless Records)
- 2006: The Re-Releases (Kompilation, I Scream Records)
- 2007: Westminster & 5th (Album, I Scream Records)
- 2011: Jesus Freak